# Konrad I. (Teck)
Konrad I. von Teck, († 1244/49), Herzog von Teck, war ein Sohn von Adalbert II. von Teck und gehörte zu der Zähringer Seitenlinie der Herzöge von Teck. Er gilt als Gründer der Stadt Kirchheim unter Teck.

## Leben
Konrads Mutter ist urkundlich nicht belegt.
Die erste urkundliche Nennungen Konrad I. erfolgte 1214 zusammen mit seinem Bruder Berthold I. von Teck in einer in Ulm von König Friedrich II. ausgestellten Urkunde für das Kloster Salem.
Nach dem Tode des letzten Zähringers Berthold V. verkauften die Brüder Konrad I. und Berthold I. von Teck ihre Ansprüche an das Zähringererbe an König Friedrich II.
Urkundliche Nennungen weisen Konrad I. am 31. Dezember 1231 in Hagenau, am 25. September 1232 in Wimpfen, am 4. Juni 1233 vielleicht in Esslingen und am 10. Mai 1234 in Wimpfen am Hofe König Heinrich VII. nach.
Zwischen 1220 und 1230 erhob er Kirchheim zur Stadt. Am 5. November 1235 übertrug er einer Kirchheimer Beginensammlung einen Hof mit Garten und befreite sie von Steuerabgaben.
Konrad I. von Teck verstarb zwischen 1244 und 1249 und wurde im Kirchenchor des Frauenklosters begraben.

## Ehe und Nachkommen
Der Name seiner Ehefrau ist nicht urkundlich belegt, in der Literatur werden zwei Möglichkeiten abgehandelt:
a) evtl. war sie eine Tochter des Grafen Hermann von Sulz.
Dies würde die Aufnahme des Namens Hermann in die Stammtafel der Herzöge von Teck und die Einbringung von ehemals sulzischem Besitz (Dornhan und Bochingen) erklären.
b) einer Tochter des Grafen Poppo VII. von Henneberg († 21. Februar 1242); möglicherweise Margarethe († nach 26. August 1271). Ein Sohn Cunradus de Tekke aus dieser Ehe verträgt zusammen mit Heinrich II. Graf von Castell die Brüder Hermann II. von Henneberg-Aschach und Heinrich IV. von Henneberg-Hartenberg sowie deren Neffen Bertold VII. von Henneberg-Schleusingen avunculos nostros dilectos (Vettern mütterlicherseits).
- Ludwig I. († 1283), Herzog von Teck
- Konrad II.,(† 1292), Herzog von Teck
- (?) namentlich nicht belegt ⚭ (?) Otto, Graf von Eberstein († nach 1192)
- (?) namentlich nicht belegt ⚭ Konrad II. von Hohenlohe-Brauneck
- (?) Berta, Nonne im Kloster Kirchheim
- (?) Agnes, Nonne im Kloster Kirchheim

Papst Innozenz IV. genehmigte 1244 die Ehe einer Tochter Herzog Konrad I. von Teck mit Graf Otto I. von Eberstein († 1279) trotz eines nahen Verwandtschaftsverhältnis.
Ob die Ehe geschlossen wurde gilt anzuzweifeln, da Otto I. von Eberstein in erster Ehe mit Kunigunde von Freiburg († vor 1244) und 1252 in zweiter Ehe mit Beatrix von Krautheim benannt ist.
Siehe auch: Stammliste der Herzöge von Teck